# Голубое Успение
«Голубое Успение» — икона XV века, хранящаяся в коллекциях Государственной Третьяковской галереи и происходящая, вероятно, из Турова. Является ярким примером византийской традиции в белорусской иконописи.

## Описание
«Голубое Успение» написана яичной темперой на липовой доске с ковчегом и паволокой. В центре иконы расположена сцена Успения Богоматери в соответствии с канонами византийской живописи. Внизу на переднем плане на широком ложе, застеленном темно-зелёным пологом и пурпурным покрывалом, лежит Богоматерь в хитоне синего цвета и коричневом мафории. За ложем изображён Иисус Христос, который держит на руках ребёнка, символизирующего душу его матери.
Вокруг Христа расходится широкая разбелено-голубая «слава», обволакивающая ложе двухсферным куполом, в внешней сфере синими контурами обозначены прозрачные фигуры ангелов и серафимов. Справа и слева к ложе склонились закутанные в плащи охристых, голубых, зелёных и малиновых цветов скорбящие апостолы. Над ними возвышаются святители Дионисий Ареопагит и Тимофей Эфесский, поодаль стоят опечаленные женщины.
Вровень со «славой» по краям изображены высокие здания с голубыми черепичными крышами. Золотой фон иконы заполнен светлыми облачками с очертаниями птиц, в которых расположены поясные изображения апостолов. Ангелы направляют облачка вниз, к ложу с Матерью Божией. На небесах, изображённых в верхней части иконы, ангелы и пророки радостно ждут Марию.
В самом верху иконы два ангела поддерживают многослойную сине-голубую сферу, с которой Мария подаёт золотой пояс апостолу Фоме. В композиции иконы ощущается точный геометрический расчёт, стремление к равновесию и симметрии. Объёмность и пространственная глубина сочетаются с подчёркнутой графикой плавных контуров. Удлинённые фигуры апостолов изображены в сложных ракурсах, лица тонко выписаны разбеленой охрой. Колорит восхищает гармоничностью и обилием смешанных мягких цветов.
Название иконы относится к синему фону фигур Христа и Марии на небесах (остальной фон золотой), который обычно использовался в византийской иконографии, но был уникален в русской иконографии.

## Авторство и происхождение
Особенности иконографии, стиля и техники «Голубого Успения» не позволяют однозначно отнести его к определённому художественного центру или школе.
Этот замечательный памятник средневекового искусства никогда не относили ни к истории белорусской иконописи, ни к итало-критской школе. Некоторое время считалось, что икону написал Андреос Рицос, греческий иконописец, связанный с итало-греческой школой, который провёл много лет в Венеции, а потом работал в России. Н. Мнёва также датировала «Успение» первой половиной XV века и на основании стилистических аналогий отнесла его к тверской школе живописи, в то время ещё мало очерченной. Эта точка зрения была воспринята и подтверждена авторами «Истории русского искусства». С особым восторгом М. Воронин и В. Лазарев говорили о колорите иконы, что он «напоминает технику гуаши». «Среди этих прекрасных красок незабываемое впечатление оставляет водянисто-голубой тон, который удивляет силой своего колористического звучания».
После такой авторитетной атрибуции «Успение» из Минска утвердилось среди произведений тверской иконописи, в том числе в альбоме «Живопись Белоруссии XII—XVIII веков». Правда, Р. Логвин, В. Свенцицкая и Л. Миляева отнесли икону к украинской живописи XV века, почему-то приписав ему происхождение из Минска-Мазовецкого.

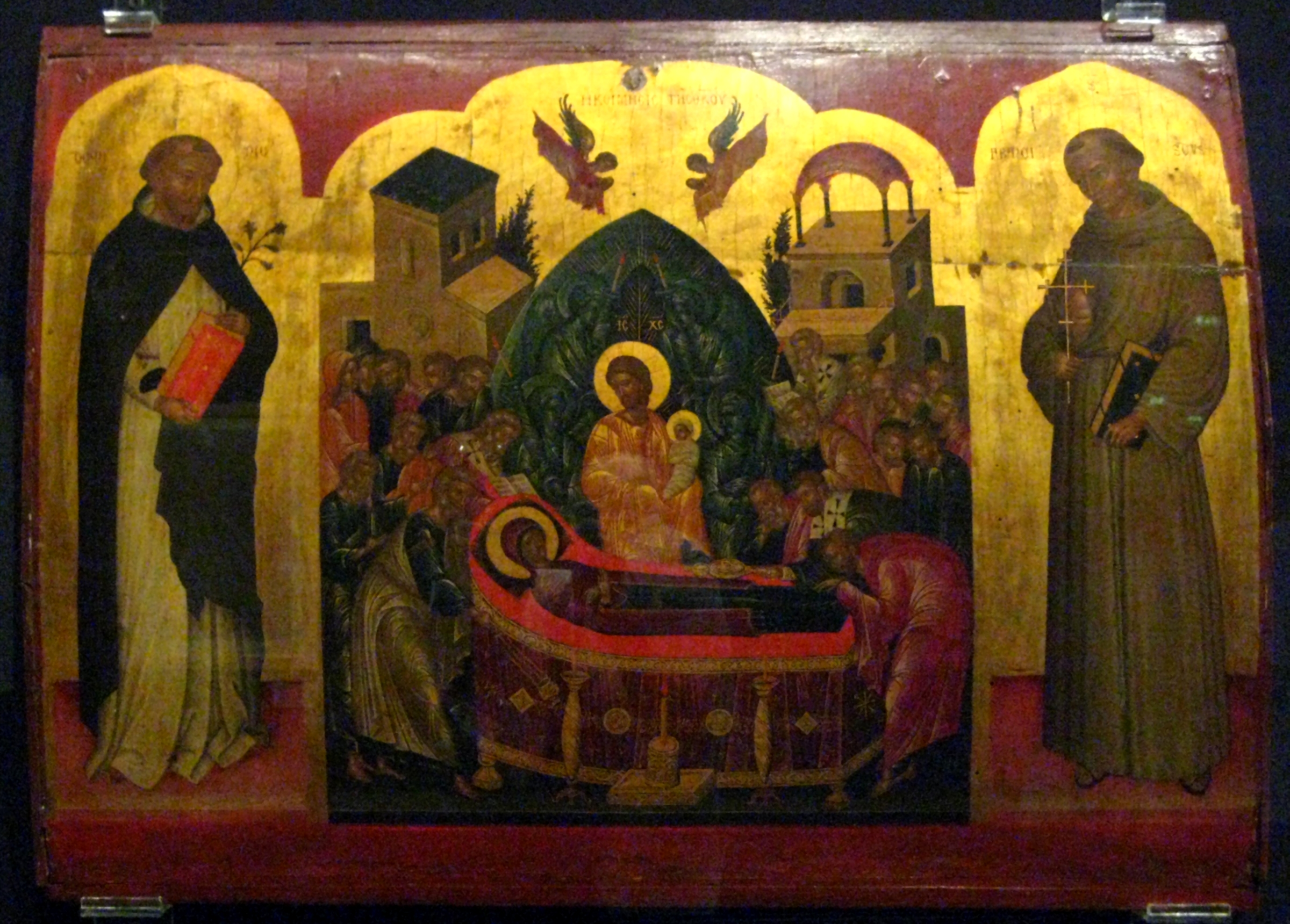
«Успение со св. Франциском и св. Домиником»

В последнее время Г. Попов, детально проанализировав стиль и технологические особенности «Успения», включил его в монографию о тверском искусстве, но отметил, что хотя оно имеет параллели и в собственных тверских произведениях, тем не менее такая атрибуция остается до определённой степени гипотетической. Исследователь выделил икону из ряда бесспорно тверских произведений и отнес к так называемому «византийскому наследию в местной живописи», а также предложил более позднюю дату создания (2-я половина или даже конец XV века). Отсутствие сцены наказания Афония, по мнению Г. Попова, приближает икону из Минска к серии итало-греческих «Успений» конца XV-XVI веков. К такой ориентации дают основание и технологические особенности: «в большинстве местных икон хрупкость и тонкий слой грунта дают более мелкое кракелирование, чем это видно на „Успении“, а плотный красочный слой последнего далек от лессировки московских икон». Источником исходной минской иконы Г. Попов считает произведения поздневизантийской или даже поствизантийской живописи, а среди ближайших аналогий рассматривает «Успение со св. Франциском и св. Домиником» — произведение времен Флорентийской унии.
Белорусский ученый А. А. Ярошевич доказал принадлежность «Голубого Успения» к белорусской культуре.

## Провенанс
Икона первоначально хранилась в Туровском Соборе Успения Божей Матери. В начале XVI века, когда центром Туровско-Пинской епархии стал Пинск, икона была перенесена в Лещинский монастырь, в церковь Успения Богоматери. Размещение иконы в пинском монастыре положило начало особенного культа святого Успения Пресвятой Богородицы в Пинске. В 1914 году икона была перенесена в Кафедральный собор в Минск. Памятник в 1914—1917 годах был вывезен из Минска в Москву в коллекцию известного собирателя древнерусской живописи И. С. Остроухов.
После реорганизации частных собраний Москвы икона стала достоянием Третьяковской галереи. Икона опубликована как памятник белорусской живописи Н. Ф. Высоцкой в книге «Живопись Белоруссии 12-18 веков». Минск, 1980. Илл. 14,15,16.

## Значение
В научной литературе икона «Голубое Успение» вошла во все монографии о древнерусском искусстве, от классических исследований А. Некрасова и В. Лазарева до популярного томика «Малой истории искусств». Икона много раз показывалась на самых значительных выставках в бывшем СССР и за его пределами.
Знаток и коллекционер русской иконописи И. Остроухов, по свидетельству В. Антоновой, «в холодном лазуревом колорите „Успения“ видел захватывающий отблеск гения Андрея Рублева». А. Некрасов сравнивал икону с люблинскими фресками 1418 г. загадочного мастера Андрея и отмечал в ней пластику, близкую к южнославянской живописи; «цветастость колорита с одной стороны приближается к миниатюрам Галицко-Волынского евангелия XII-XIII вв. и с другой стороны к украинским иконам и миниатюрам более позднего времени».